# کلیفساید (کارولینای شمالی)
کلیفساید (به انگلیسی: Cliffside) شهری در ایالت کارولینای شمالی کشور ایالات متحده آمریکا است که جمعیت آن در سرشماری سال ۲۰۱۰ میلادی، ۶۱۱ نفر بوده‌است.